# Ster van Zwolle
L’Étoile de Zwolle (en néerlandais : Ster van Zwolle) est une course cycliste néerlandaise créée en 1961 et disputée autour de la ville de Zwolle, dans la province d'Overijssel.
Le Ster van Zwolle a intégré l'UCI Europe Tour en 2011, dans la catégorie 1.2. Entre 2017 et 2019, l'épreuve est rétrogradée en catégorie nationale. En 2020, pour sa 60e édition elle réintègre l'UCI Europe Tour en catégorie 1.2.
En 2025, en raison de difficultés à trouver suffisamment de policiers pour encadrer la course, l'Étoile de Zwolle fait office de quatrième étape de l'Olympia's Tour.

## Palmarès
| Année | Vainqueur              | Deuxième               | Troisième                 |
| ----- | ---------------------- | ---------------------- | ------------------------- |
| 1961  | Jan Rol                | Gerrit Wesseling       | Jan Boog                  |
| 1962  | Jan Schröder           | Coen Visser            | Wim de Jager (nl)         |
| 1963  | Evert Dickhof          |                        |                           |
| 1964  | Henk Koopmans          |                        |                           |
| 1965  | Henk Steevens          | Frank Ouwerkerk        | Harm Ottenbros            |
| 1966  | Jan van der Horst      | Johnny Brouwer         | Harry Van Piere           |
| 1967  | Harrie Jansen          |                        |                           |
| 1968  | Herman Hoogezaad       |                        |                           |
| 1969  | Jo Vrancken            |                        |                           |
| 1970  | Jo Vrancken            |                        |                           |
| 1971  | Juul Bruesing          | Henk Stander           | Marcel Pennings           |
| 1972  | Louis Westrus          |                        |                           |
| 1973  | Cees Priem             |                        |                           |
| 1974  | Gerrie van Gerwen (nl) |                        |                           |
| 1975  | Frits Pirard           |                        |                           |
| 1976  | Piet Hoekstra          | Gerrie van Gerwen (nl) | Alfons van Katwijk        |
| 1977  | Joop Ribbers           | Frits Pirard           | Henk Mutsaars             |
| 1978  | Jan Spijker            |                        |                           |
| 1979  | Hans Plugers           | Arie Versluis          | Frank Moons               |
| 1980  | Johan Kuiken           |                        |                           |
| 1981  | Dries Klein            |                        |                           |
| 1982  | Jannus Slendebroek     | Ron Snijders           | Hans Baudoin              |
| 1983  | Dries Klein            | Bert Wekema            | Lucien Goedde             |
| 1984  | Ron Mackay             | Reinier Valkenburg     | Peter Pieters             |
| 1985  | Dries Klein            | Rob Harmeling          | Chris Koppert             |
| 1986  | Erwin Kistemaker       | Eddy Schurer           | Ralph Moorman (nl)        |
| 1987  | Michel Cornelisse      | Theo Akkermans         | Rob Rijkenberg            |
| 1988  | Henk Boorsma           | Erwin Kistemaker       |                           |
| 1989  | Wietse Veenstra        |                        |                           |
| 1990  | Tonnie Akkermans       | Eric van der Heide     | Rob Mulders               |
| 1991  | Jans Koerts            | Marcel Remijn          | Eric van der Heide        |
| 1992  | Martijn Vos            | Godert de Leeuw        | Niels Boogaard            |
| 1993  | Michel Cornelisse      | Jeroen Blijlevens      | Erik van der Velde        |
| 1994  | Marc Wauters           | Harm Jansen            | Steven de Jongh           |
| 1995  | Niels Boogaard         | Steven de Jongh        | Jan Boven                 |
| 1996  | Louis de Koning        | Renger Ypenburg (nl)   | Bert Hiemstra             |
| 1997  | Bennie Gosink          | Dennis Heij            | Anthony Theus             |
| 1998  | Renger Ypenburg (nl)   | Edward Farenhout       | Paul van Schalen          |
| 1999  | Rik Reinerink          | Mark ter Schure        | John Talen                |
| 2000  | Paul van Schalen       | Rik Reinerink          | John den Braber           |
| 2001  | Rudie Kemna            | Danny Daelman          | John den Braber           |
| 2002  | Marco Bos              | John den Braber        | Bastiaan Krol             |
| 2003  | Mark Vlijm             | Marco Bos              | Tom Veelers               |
| 2004  | Marvin van der Pluijm  | Marcel Alma            | Arno Wallaard             |
| 2005  | Peter Möhlmann         | Marvin van der Pluijm  | Christoph von Kleinsorgen |
| 2006  | Marvin van der Pluijm  | Markus Eichler         | Fulco van Gulik (nl)      |
| 2007  | Dennis Smit            | Arnoud van Groen       | Wouter Mol                |
| 2008  | Germ ven der Burg      | Arnoud van Groen       | Fulco van Gulik (nl)      |
| 2009  | Bram Schmitz           | Marco Bos              | Robin Chaigneau           |
| 2010  | Bert-Jan Lindeman      | Pieter Jan Polling     | Ruud Fransen              |
| 2011  | Barry Markus           | Wim Botman             | Grischa Janorschke        |
| 2012  | Robin Chaigneau        | Moreno Hofland         | Wesley Kreder             |
| 2013  | Dylan van Baarle       | Marco Brus             | Elmar Reinders            |
| 2014  | Bert-Jan Lindeman      | Troels Vinther         | Brian van Goethem         |
| 2015  | Elmar Reinders         | Dimitri Claeys         | Håvard Blikra             |
| 2016  | Jeff Vermeulen         | Coen Vermeltfoort      | Nicolai Brøchner          |
| 2017  | Fabio Jakobsen         | Jim Lindenburg         | Gert-Jan Bosman           |
| 2018  | Maarten van Trijp      | Jaap Kooijman          | René Hooghiemster         |
| 2019  | Coen Vermeltfoort      | Raymond Kreder         | André Looij               |
| 2020  | David Dekker           | Olav Kooij             | Coen Vermeltfoort         |
| 2021  | Coen Vermeltfoort      | Tim van Dijke          | Elmar Reinders            |
| 2022  | annulé                 | annulé                 | annulé                    |
| 2023  | Coen Vermeltfoort      | Martijn Budding        | Loe van Belle             |
| 2024  | Nicklas Amdi Pedersen  | Simon Dehairs          | Vlad Van Mechelen         |
| 2025  | Axel van der Tuuk      | Rick Ottema            | Morten Nørtoft            |